# Général (Fluss)
Der Général ist ein kleiner Fluss in Frankreich, der im Département Ille-et-Vilaine in der Region Bretagne verläuft. Er entspringt im Gemeindegebiet von Montreuil-des-Landes, entwässert in einer S-Kurve generell Richtung Nordwest und mündet nach rund 19 Kilometern im Gemeindegebiet von Rives-du-Couesnon als linker Nebenfluss in den Couesnon.

## Bezeichnung des Flusses
Der Fluss ändert in seinem Verlauf mehrfach den Namen in Abhängigkeit von den anliegenden Ortschaften:
- Ruisseau du Moulin Tizon im Oberlauf,
- Rivière de Billé im Mittelteil und
- Général im Unterlauf.

## Orte am Fluss
(Reihenfolge in Fließrichtung)
- Combourtillé
- Billé
- Saint-Georges-de-Chesné, Gemeinde Rives-du-Couesnon
- Le Général, Gemeinde Rives-du-Couesnon